# 乙基溴化镁
乙基溴化镁是一种格氏试剂，化学式为C2H5MgBr，该分子中乙基和镁以共价键相连，而溴以离子存在，因此化学式也可写成C2H5Mg+·Br−。它广泛用于实验室的有机物合成之中。

## 制备
乙基溴化镁可由溴乙烷和镁在乙醚中反应得到：
EtBr + Mg → EtMgBr

## 反应
乙基溴化镁除了用作亲核加成反应的乙基阴离子合成子外，还可以用作强碱来消除各种底物的质子，如炔烃：
RC≡CH  +  C2H5MgBr  →  RC≡CMgBr  +  C2H6
但这种应用已经被更常用的有机锂试剂所取代。